# Soyécourt
Soyécourt é uma comuna francesa na região administrativa de Altos da França, no departamento de Somme. Estende-se por uma área de 5,16 km². Em 2010 a comuna tinha 193 habitantes (densidade: 37,4 hab./km²).